# Aulacopone relicta
Aulacopone relicta är en myrart som beskrevs av Arnol'di 1930. Aulacopone relicta ingår i släktet Aulacopone och familjen myror. Inga underarter finns listade.

## Bildgalleri

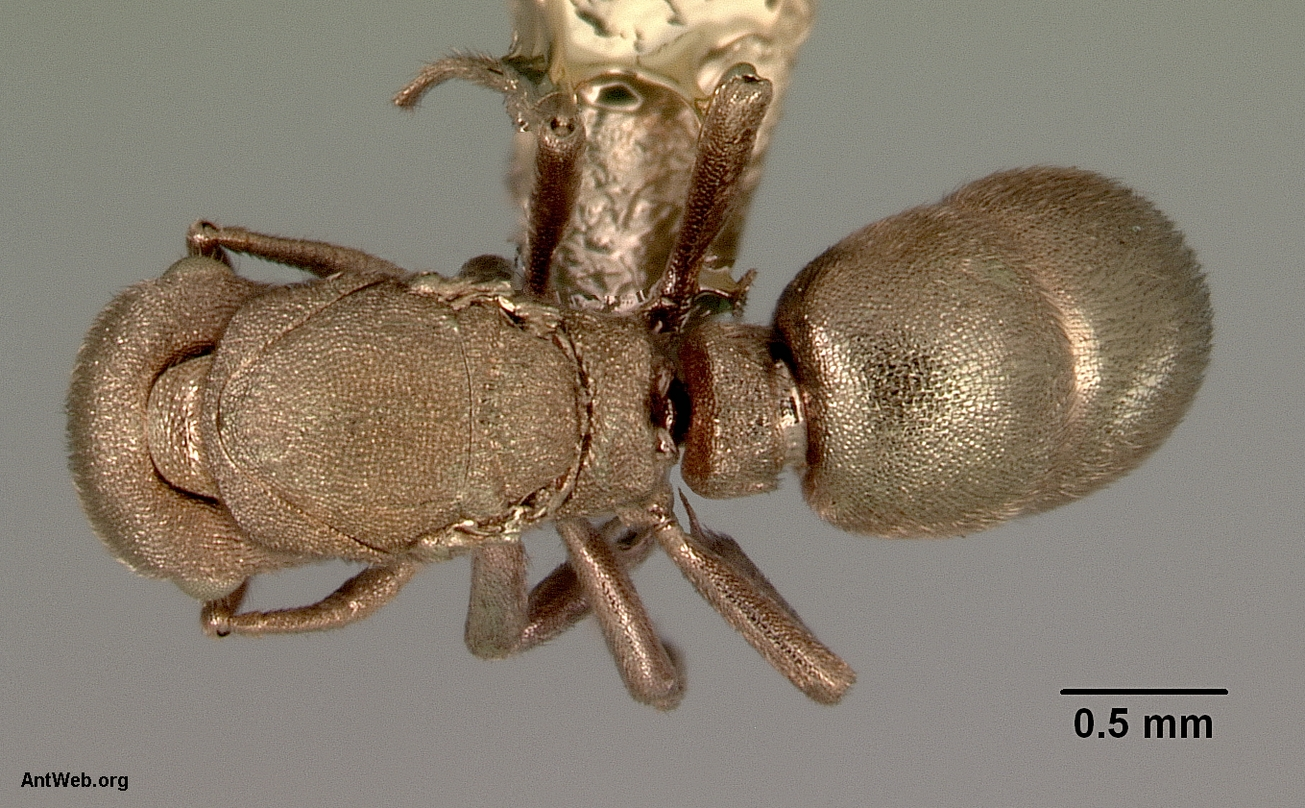
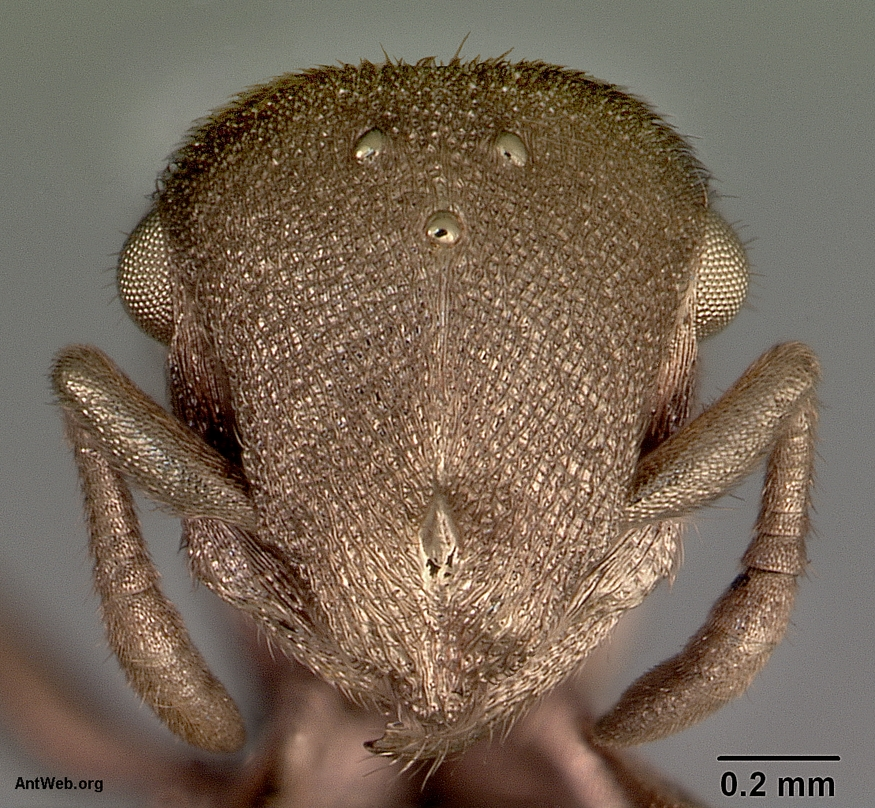
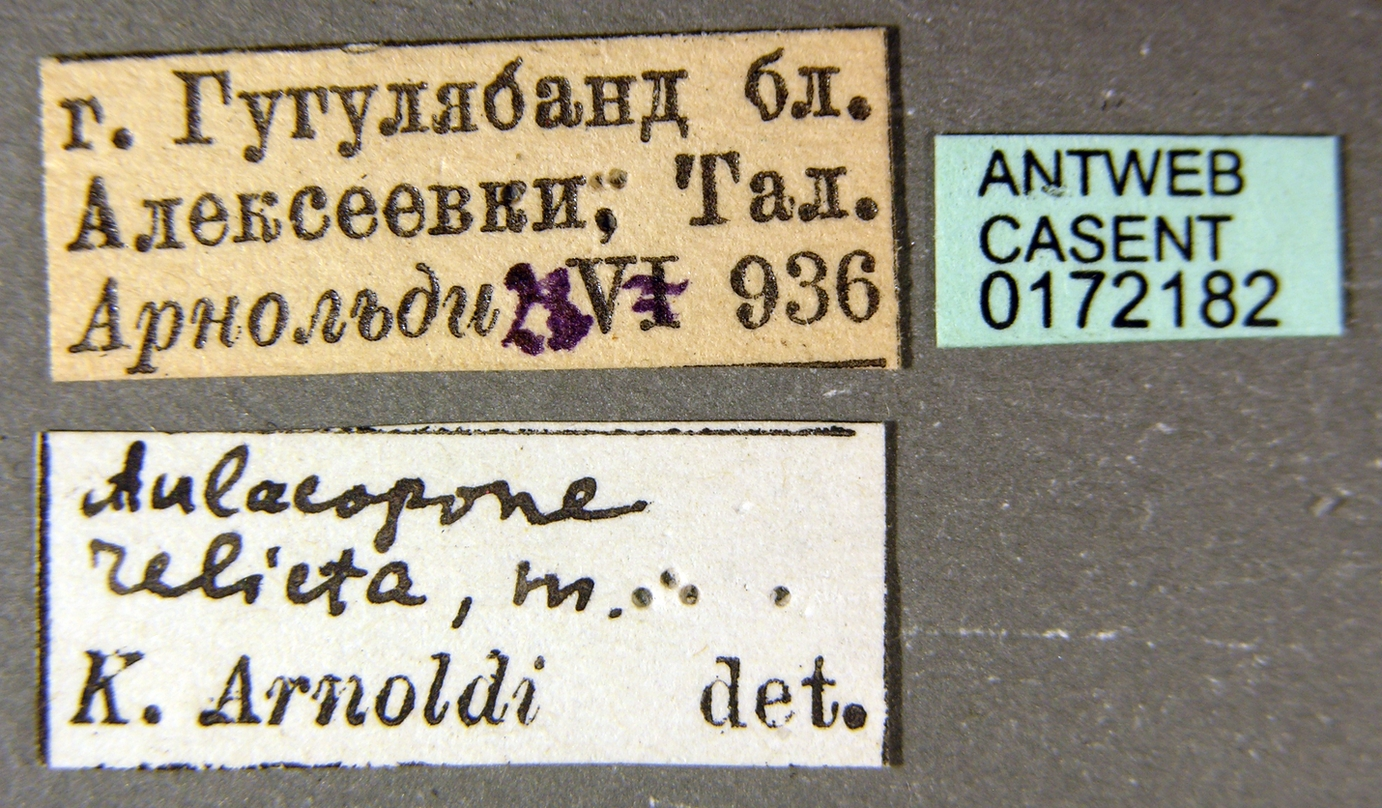
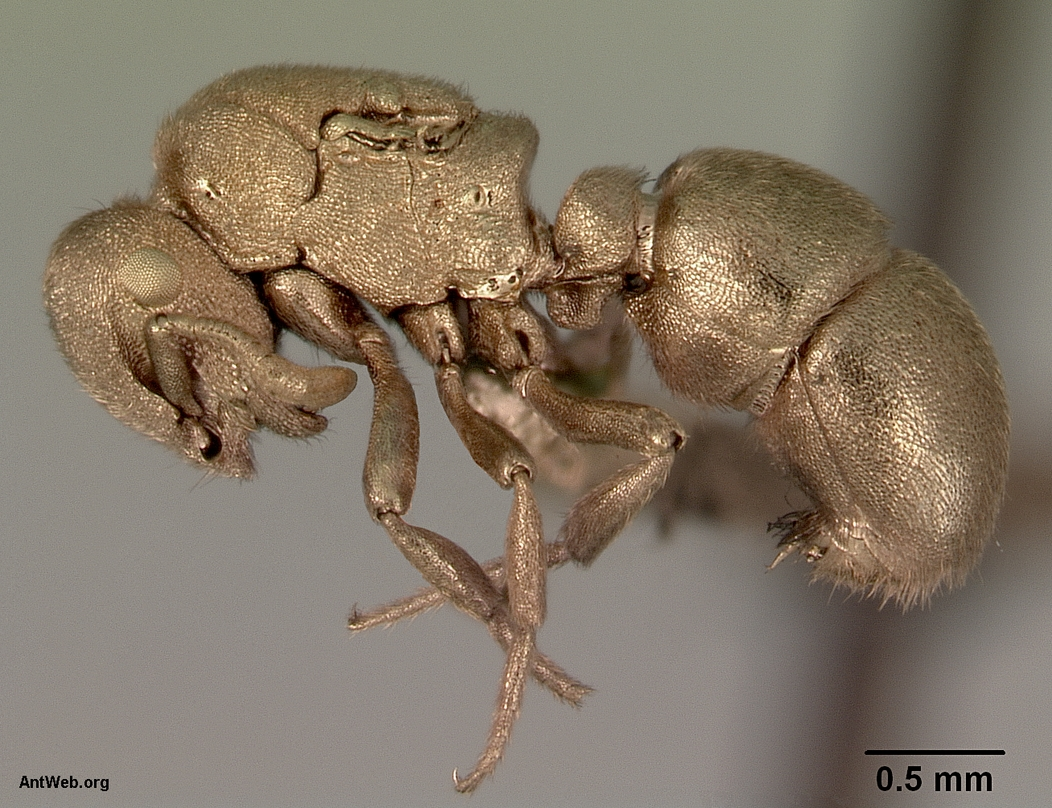